# Teresa Znamierowska
Teresa Katarzyna Znamierowska (ur. 25 listopada 1937 w Nadwórnej, zm. 9 lutego 2022) – polska chemiczka, dr hab., prof.

## Życiorys
W 1961 ukończyła studia chemiczne w Politechnice Wrocławskiej. W tym samym roku podjęła pracę w Wyższej Szkole Ekonomicznej we Wrocławiu (od 1974 Akademii Ekonomicznej we Wrocławiu). Stopień doktora uzyskała na Politechnice Wrocławskiej w 1971, stopień doktora habilitowanego w 1982 tamże. W latach 1983–1988 był prodziekanem, w latach 1988-1990 i 1996-1998 dziekanem Wydziału Inżynieryjno-Ekonomicznym Przemysłu AE we Wrocławiu, w latach 1990-1996 prorektorem AE we Wrocławiu. Od 1984 kierowała na swoim wydziale Katedrą Chemii Nieorganicznej.
W 1991 nadano jej tytuł profesora w zakresie nauk chemicznych. W 2006 otrzymała tytuł profesora honorowego AE.
W 1981 została odznaczona Złotym Krzyżem Zasługi, w 1994 Medalem Komisji Edukacji Narodowej, w 2002 Krzyżem Kawalerskim Orderu Odrodzenia Polski. 